# الصدر الأعلى (المزاحمية)
مركز الصدر الأعلى هو مركزٌ إداري تابعٌ لمحافظة المزاحمية في منطقة الرياض ، ويصنف من فئة (ب) ورمزها 1393.